# 特里斯塔尼·莫萨赫利什维利
特里斯塔尼·莫萨赫利什维利（1997年12月31日—），西班牙男子柔道运动员，2022年欧洲柔道公开赛马德里站男子90公斤级金牌得主、2024年世界柔道锦标赛男子90公斤级铜牌得主。